# Abdul Azim Bolkiah
Paduka Sri Pangiran Anak Haji ‘Abdu’l ‘Azim (in jawi ڤڠيران مودا حاج عبدالعظيم; Bandar Seri Begawan, 29 luglio 1982 – Bandar Seri Begawan, 24 ottobre 2020) è stato un principe, produttore cinematografico e attivista bruneiano.

## Biografia
Abdul Azim Bolkiah nacque a Bandar Seri Begawan il 29 luglio 1982, figlio del sultano Hassanal Bolkiah e della sua seconda moglie Dayang Hajah Mariam, un'anglo-giapponese.
Studiò alla Putera-Puteri School dell'Istana Dar ul-Hana, alla Leighton Park School di Reading e all'Oxford Brookes University presso la quale nel 2008 conseguì un Bachelor of Science. Lo stesso anno fu inviato a frequentare il corso di addestramento di nove mesi presso la Reale accademia militare di Sandhurst ma abbandonò l'accademia dopo una settimana.
Nel 2009 avviò un progetto di borse weekend unisex per MCM. Il ricavato sarebbe poi andato alla Make A Wish Foundation UK, un'organizzazione benefica di cui egli era uno dei sostenitori.
Nel maggio del 2011, durante uno spettacolo di beneficenza tenutosi presso l'Empera Samudra Hall dell'Empire Hotel and Country Club nel quale si erano esibite 31 persone con autismo, il principe Azim affermò che gli autistici dovrebbero essere trattati con rispetto "come fareste con uno qualsiasi dei vostri familiari". Il 27 aprile 2013, in occasione dell'apertura del 2º congresso sull'autismo organizzato dall'Associazione delle Nazioni del Sud-est asiatico, intervenne chiedendo un sostegno adeguato alle famiglie con familiari autistici.
Lavorò come produttore cinematografico. Tra le pellicole dai lui prodotte vi sono Qualcosa di buono del 2014, Dark Places - Nei luoghi oscuri del 2015 e Wilad Oats del 2016.
Nell'aprile del 2019, quando il padre rese l'omosessualità un reato punibile con la morte in Brunei, il blogger gay Perez Hilton affermò che anche il principe Azim era gay.
Morì nell'ottobre del 2020 dopo una lunga malattia.

## Ascendenza
|                         |     |                                             | Genitori                   |  |  | Nonni |  |  | Bisnonni                 |  |  | Trisnonni                     |  |
|                         |     |                                             |                            |  |  |       |  |  | Muhammad Jamalul Alam II |  |  | Hashim Jalilul Alam Aqamaddin |  |
|                         |     |                                             |                            |  |  |       |  |  | Muhammad Jamalul Alam II |  |  | Hashim Jalilul Alam Aqamaddin |  |
|                         |     | Pengiran Siti Fatima                        |                            |  |  |       |  |  | Muhammad Jamalul Alam II |  |  |                               |  |
| Omar Ali Saifuddien III |     |                                             |                            |  |  |       |  |  | Muhammad Jamalul Alam II |  |  |                               |  |
|                         |     | Pengiran Anak Fatima                        | Pengiran Anak Saiful Rijal |  |  |       |  |  |                          |  |  |                               |  |
|                         |     | Pengiran Anak Fatima                        | Pengiran Anak Saiful Rijal |  |  |       |  |  |                          |  |  |                               |  |
|                         |     | Pengiran Anak Fatima                        | Pian Jamaliah              |  |  |       |  |  |                          |  |  |                               |  |
| Hassanal Bolkiah        |     | Pengiran Anak Fatima                        |                            |  |  |       |  |  |                          |  |  |                               |  |
|                         |     | Pengiran Anak Abdul Rahman                  | Pengiran Muda Besar Omar   |  |  |       |  |  |                          |  |  |                               |  |
|                         |     | Pengiran Anak Abdul Rahman                  | Pengiran Muda Besar Omar   |  |  |       |  |  |                          |  |  |                               |  |
|                         |     | Pengiran Anak Abdul Rahman                  | Pengiran Anak Siti Khadija |  |  |       |  |  |                          |  |  |                               |  |
| Pengiran Anak Damit     |     | Pengiran Anak Abdul Rahman                  |                            |  |  |       |  |  |                          |  |  |                               |  |
|                         |     | Pengiran Fatima                             | Radin Haji Hassan          |  |  |       |  |  |                          |  |  |                               |  |
|                         |     | Pengiran Fatima                             | Radin Haji Hassan          |  |  |       |  |  |                          |  |  |                               |  |
|                         |     | Pengiran Fatima                             | Hajah Zainab               |  |  |       |  |  |                          |  |  |                               |  |
| ’Abdul ’Azim Bolkiah    |     | Pengiran Fatima                             |                            |  |  |       |  |  |                          |  |  |                               |  |
|                         | ... | ...                                         |                            |  |  |       |  |  |                          |  |  |                               |  |
|                         | ... | ...                                         |                            |  |  |       |  |  |                          |  |  |                               |  |
|                         | ... | ...                                         |                            |  |  |       |  |  |                          |  |  |                               |  |
| Abdul Aziz bin Abdullah | ... |                                             |                            |  |  |       |  |  |                          |  |  |                               |  |
|                         |     | ...                                         | ...                        |  |  |       |  |  |                          |  |  |                               |  |
|                         |     | ...                                         | ...                        |  |  |       |  |  |                          |  |  |                               |  |
|                         |     | ...                                         | ...                        |  |  |       |  |  |                          |  |  |                               |  |
| Mariam binti Abdul Aziz |     | ...                                         |                            |  |  |       |  |  |                          |  |  |                               |  |
|                         |     | Pengiran Muhammad Salleh bin Pengiran Munap | Pengiran Munap             |  |  |       |  |  |                          |  |  |                               |  |
|                         |     | Pengiran Muhammad Salleh bin Pengiran Munap | Pengiran Munap             |  |  |       |  |  |                          |  |  |                               |  |
|                         |     | Pengiran Muhammad Salleh bin Pengiran Munap | ...                        |  |  |       |  |  |                          |  |  |                               |  |
| Pengiran Rashida        |     | Pengiran Muhammad Salleh bin Pengiran Munap |                            |  |  |       |  |  |                          |  |  |                               |  |
|                         |     | ...                                         | ...                        |  |  |       |  |  |                          |  |  |                               |  |
|                         |     | ...                                         | ...                        |  |  |       |  |  |                          |  |  |                               |  |
|                         |     | ...                                         | ...                        |  |  |       |  |  |                          |  |  |                               |  |
|                         |     | ...                                         |                            |  |  |       |  |  |                          |  |  |                               |  |

## Onorificenze
Onorificenze del Brunei